# Крис Ејнџел
Кристофер Николас Сарантакос, енгл. Christopher Nicholas Sarantakos, грч. Χριστόφορος Νικόλαος Σαραντάκος, (рођен 19. децембра 1967. у Ист Медоу, САД), познатији по уметничком имену Крис Ејнџел, је амерички мађионичар грчког порекла.

## Биографија
Крис је рођен у породици грчких емиграната, Џона и Димитре Сарантакоса, у Ист Медоу на Лонг Ајленду, држава Њујорк. Крис има два брата, Косту и Џеј Диа. Крисов отац Џон је био власник ресторана и продавнице крофни (doughnut). Иако је придавао пуно значаја здравом начину живота Крисов отац је умро од рака 1998. године.
Крис се први пут за илузије заинтересовао у својој петој години. Крисова тетка Стела му је показала неке трикове са картама што је њега одушевило и сам је почео да изводи те трикове. Његово интересовање за илузионизам је толико порасло да је после завршетка средње школе одлучио да постане професионални мађионичар. У почетку је своје трикове изводио по рођенданима, а касније и на улицама Њујорка где су га запазили пословни агенти.

## Крис Ејнџел Мајндфрик
Крис Ејнџел је главна звезда и креатор телевизијског шоу програма Хировити Крис Ејнџел (Criss Angel Mindfreak). Прва и друга сезона програма су снимљене у хотел-касину Планет Холивуд (бивши Аладин) у Лас Вегасу државе Невада. Трећа сезона је снимљена у Луксору, такође хотел-касину где Крис одржава своје представе, (у светлости од 39 рефлектора које се могу видети из свемира).
На својим представама изводи многобројне трикове. Неки од познатијих Крисових илузија су левитирање између зграда, нестанак живих људи или објеката (Ламборгинија), пресецање самог себе електричном тестером, прелазак парног ваљка преко његовог тела док лежи на стаклу, ходање по води. Приликом извођења једног од својих илузија, искакања из аута у покрету, Крис се повредио и снимање његовог шоу програма је било одложено за три недеље док се није опоравио..

## Крис Ејнџел Билив
Крис Ејнђел је у сарадњи са члановима групе Циркус Солеј креирао шоу уживо који је назван Крис Ејнџел Билив (Criss Angel Believe) и који се изводи у Лас Вегаском хотел-касину Луксор. Крис Ејнџел је као оригинатор овог програма и главна звезда, писац, илузиониста и дизајнер". Овај шоу је оригинално био предвиђен за Бродвеј, али такође и са могућношћу одржавања ове представе и у касинима. Крајњи изглед представа Билив је добила када је Крис укључио и канадску циркуско акробатску групу из Монтреала Циркус Солеј и када је МГМ Мираж (MGM Mirage) ушао са финансијским средствима од 100 милиона долара.
Представа је била неколико пута отказана, да би први пут била одржана 31. октобра 2008. године. Пред премијера која је одржана у септембру није забележила запажен успех.. Премијера такође није имала превише успеха, по критичарима недостајало је Крисове магије у представи. Критичари су писали да ни Крис а ни Циркус ду Солеј нису пружали перформансе свог реномеа.
И поред свих негативних оцена Крис Ејнџел успева и трећу сезону да напуни салу Луксора са по две представе дневно.

## Приватни живот
Крис Ејнџел се 2002. године оженио са дугогодишњом девојком ЏоЕн Винкхарт (JoAnn Winkhart). Брак се одржао наредних пет година када су се развели. ЏоЕн је била и учесник у првој сезони представе Мајндфрик (1. сезона, 6. епизода 2005) али је тада била представљена као Крисова девојка.
Новембра 2008. године Крис је почео да се виђа са Холи Медисон. Разишли су се у фебруару 2009.

## Књиге и музика
Књиге
- Mindfreak: Secret Revelations. HarperEntertainment (April 24). 2007.  978-0-06-113761-7.

Музика
- Musical Conjurings from the World of Illusion
(1998)
- System 1 in Trilogy
(2000)
- System 2 in Trilogy
(2000)
- System 3 in Trilogy
(2000)
- Mindfreak
(2002)
- Supernatural
(2003)
- Criss Angel Mindfreak
(2006)

Сви албуми су издати од стране APITRAG Records